# El hijo del Cacique
El hijo del Cacique es una telenovela colombiana producida por Caracol Televisión. Se estrenó primero en el canal venezolano Televen el 15 de octubre de 2019, y concluyó el 11 de febrero de 2020. Está basada en la vida del cantante colombiano de vallenato Martín Elías, hijo del también cantante Diomedes Díaz. 
Está protagonizada por Milciades Cantillo y María Camila Giraldo, con la participación antagónica de  Cristina García. 
En Colombia se estrenó el 13 de septiembre de 2021 a través de Caracol Televisión y finalizó el 7 de enero de 2022.

## Reparto
- Milciades Cantillo como Martín Elías Díaz Acosta "Martín Elías"[6]
- María Camila Giraldo como Malena (personaje inspirado en Dayana Jaimes)[7]
- Cristina García como Marisol Acosta[8]
- Franco Che como Diomedes Díaz Maestre[9]
- Lillyana Guihurt como Patricia Acosta[9]
- Rafael Acosta como Luis Ángel Díaz Acosta[9]
- Rafael Santos Díaz como Él mismo[9]
- Óscar Díaz como Diomedes de Jesús Díaz Acosta[9]
- Eibar Gutiérrez como Elver Díaz[9]
- Margoth Velásquez como Elvira Maestre «Mamá Vila»[9]
- Carlos Andrés Villa como Romualdo Novoa (personaje inspirado en Rolando Ochoa)[9]
- Vivian Ossa como Tata (personaje inspirado en Claudia "Caya" Varón)[9]
- Valerie Domínguez como Chavita[9]
- Jhon Mindiola como Silvestre Dangond[9]
- Elizabeth Minotta como Margarita Gallego[10][11]
- Martha Nieto como Rita[11][12]
- Aco Pérez  como Naldo[11]

## Antecedentes y problemas legales
La telenovela inicialmente se iba titular Martín Elías, el inmortal, pero debido a que el nombre y la imagen del cantante pertenecen a sus dos exesposas, y que la telenovela no se basa únicamente en la vida de Martín, ya que gran parte la protagonizaría Rafael Santos Díaz, el hermano del cantante, el título fue modificado a El hijo del Cacique. La historia de la telenovela está basada en las historias de los hermanos y la madre del cantante y se desarrolló en Valledupar y Bogotá.